# Elena Horvat
Elena Horvat (Luizi-Călugăra 4 juli 1958) is een Roemeens roeister.
Horvat nam driemaal deel aan de Olympische Zomerspelen en behaalde haar grootste succes tijdens de spelen van 1984 met het winnen van olympisch goud in de twee-zonder. Horvat werd een jaar later wereldkampioen in de twee-zonder en behaalde verder nog twee zilveren en vier bronzen medailles op de wereldkampioenschappen.

## Resultaten

### Olympische Zomerspelen
| Jaar | Plaats      | Resultaten                            |
| ---- | ----------- | ------------------------------------- |
| 1976 | Montreal    | 4e in de vier-met-vrouw 6e in de acht |
| 1980 | Moskou      | 4e in de twee-zonder                  |
| 1984 | Los Angeles | in de twee-zonder                     |

### Wereldkampioenschappen roeien
| Jaar | Plaats     | Resultaten                |
| ---- | ---------- | ------------------------- |
| 1975 | Nottingham | in de acht                |
| 1977 | Amsterdam  | 4e in de acht             |
| 1978 | Cambridge  | in de vier-met-stuurvrouw |
| 1979 | Bled       | in de twee-zonder         |
| 1981 | München    | in de twee-zonder         |
| 1982 | Luzern     | in de vier-met-stuurvrouw |
| 1983 | Duisburg   | in de twee-zonder         |
| 1985 | Hazewinkel | in de twee-zonder         |

1976: Sijka Kelbetsjeva & Stojanka Groejtsjeva ·
1980: Ute Steindorf & Cornelia Klier ·
1984: Rodica Arba & Elena Horvat ·
1988: Rodica Arba & Olga Homeghi ·
1992: Marnie McBean & Kathleen Heddle ·
1996: Megan Still & Kate Slatter ·
2000: Georgeta Damian & Doina Ignat ·
2004: Georgeta Damian & Viorica Susanu ·
2008: Georgeta Andrunache-Damian & Viorica Susanu ·
2012: Helen Glover & Heather Stanning ·
2016: Helen Glover & Heather Stanning ·
2020: Grace Prendergast & Kerri Gowler ·
2024: Ymkje Clevering & Veronique Meester